# Johann Nikolaus Seip
Pour les articles homonymes, voir Seip.
Johann Nikolaus Seip, né le 20 décembre 1724 à Marbourg, dans le landgraviat de Hesse-Cassel, et mort le 24 septembre 1789 dans la même ville, est un théologien luthérien allemand.

## Biographie
Fils du commerçant Heinrich Daniel Seip et son épouse Anne Elisabeth, elle-même fille du maire de Marbourg Johann Nikolaus Rabe, il est orphelin assez  jeune ; il est recueilli par un parent à Wittelsberg (maintenant un quartier de la commune Ebsdorfergrund), où il fait ses premières études. En novembre 1738, il quitte le Gymnasium Philippinum (de) de Marbourg ; il s'inscrit à  l'université de Marbourg en décembre 1741. Il suit alors les cours de langues orientales de Johann Joachim Schröder, Nikolaus Wilhelm Schröder (de), de Andreas Böhm (de) et Johann Konrad Spangenberg (de) en philosophie et mathématiques. À partir de 1745, il poursuit ses études, en théologie,  à l'Université de Rinteln (de) avec Johann Nicolaus Funck, Friedrich Wilhelm Bierling et Wigand Kahler (de). 
En 1747, il se rend à l'Université d'Iéna pour approfondir ses études théologiques avec Johann Georg Walch, Friedrich Andreas Hallbauer (de), Joachim Georg Darjes, Georg Erhard Hamberger, Johann Rudolph Engau (de) et Christian Gottlieb Buder (de). Il s'approprie les méthodes et le langage du wolffianisme.
En 1748, il retourne dans sa ville natale en passant par Leipzig, Halle-sur-Saale, Erfurt et Göttingen ; à Halle il rencontre notamment  Siegmund Jakob Baumgarten. À Marbourg, il obtint le diplôme universitaire de maître (« magister ») en philosophie le 17 avril 1749, en soutenant une dissertation inaugurale intitulée « De pathologia divina seu de affectibus divinis » et une conférence « De insigni usu et praestantia philosophiae ».
Il donne ensuite et jusqu'en 1758 des cours à la Marburger Hochschule en philosophie, morale théologique et wikt:homilétique, devient en 1752  membre de la Deutsche Gesellschaft zu Göttingen (de). Il publie divers travaux durant cette période, comme « De conversione philosophica », « De conversionis philosophicae mediis », « De cultu Dei mechanico ». 
En 1753, il devient pasteur à Betziesdorf (maintenant un quartier de Kirchhain), mais dès 1754 il est rappelé comme  sous-diacre à Marbourg. Parallèlement à ses activités pastorales, il poursuit ses enseignements académiques pendant cette temps et publie de nombreux textes, en allemand. Il devient le 7 janvier 1760 surintendant ainsi que membre du  consistoire associé. A Marbourg, il a construit un orphelinat et est resté le plus haut dignitaire protestant de la ville jusqu'à la fin de sa vie.

## Publications
Les publications sont listées dans le Lexikon de Meusel :
- Diss. inaug. de pathologia divina sive de affectibus divinis. Marburg 1749
- Diss. moralis de conversione hominis philosophica. Sectio I. Marburg 1749
- Diss. de conversionis hominis philosophicae mediis, eorum inprimis praerequisita status, explorationem et poenitentiam sistens Sectio II. Marburg 1751
- De cultu Dei mechanico. Marburg 1752
- Die Macht der Beispiele. Marburg 1754 (un discours)
- Von der nöthigen Treue eines evangelischen Predigers; eine Antrittsrede bei der Übernehmung der Weide über die Heerde Jesu Christi, 1. Petri 4, 11. Marburg 1754
- Theorie von den Vorhersehungen und Ahndungen der menschlichen Seele, nebst einer practischen Anwendung derselben. Marburg 1755
- Entwürfe heiliger Reden über die Sonn- und Festtäglichen Episteln. Marburg 1759
- Nachricht von einem neu  aufzurichtenden evangelisch-lutherischen  Waisenhause zu Marburg. Marburg 1766
- Zweite Nachricht von dem neu errichteten evangelisch-lutherischen Waisenhause zu Marburg. Marburg 1767
- Eine junge Christin auf ihrem Sterbebette. Marburg 1778 (un sermon)